# Frederik Hendrik Kaemmerer
Frederik Hendrik Kaemmerer (Den Haag, 23 oktober 1839 – Parijs, 4 april 1902) was een Nederlands kunstschilder. Hij schilderde aanvankelijk in een romantisch-academische stijl, later in de stijl van het impressionisme.

## Leven en werk

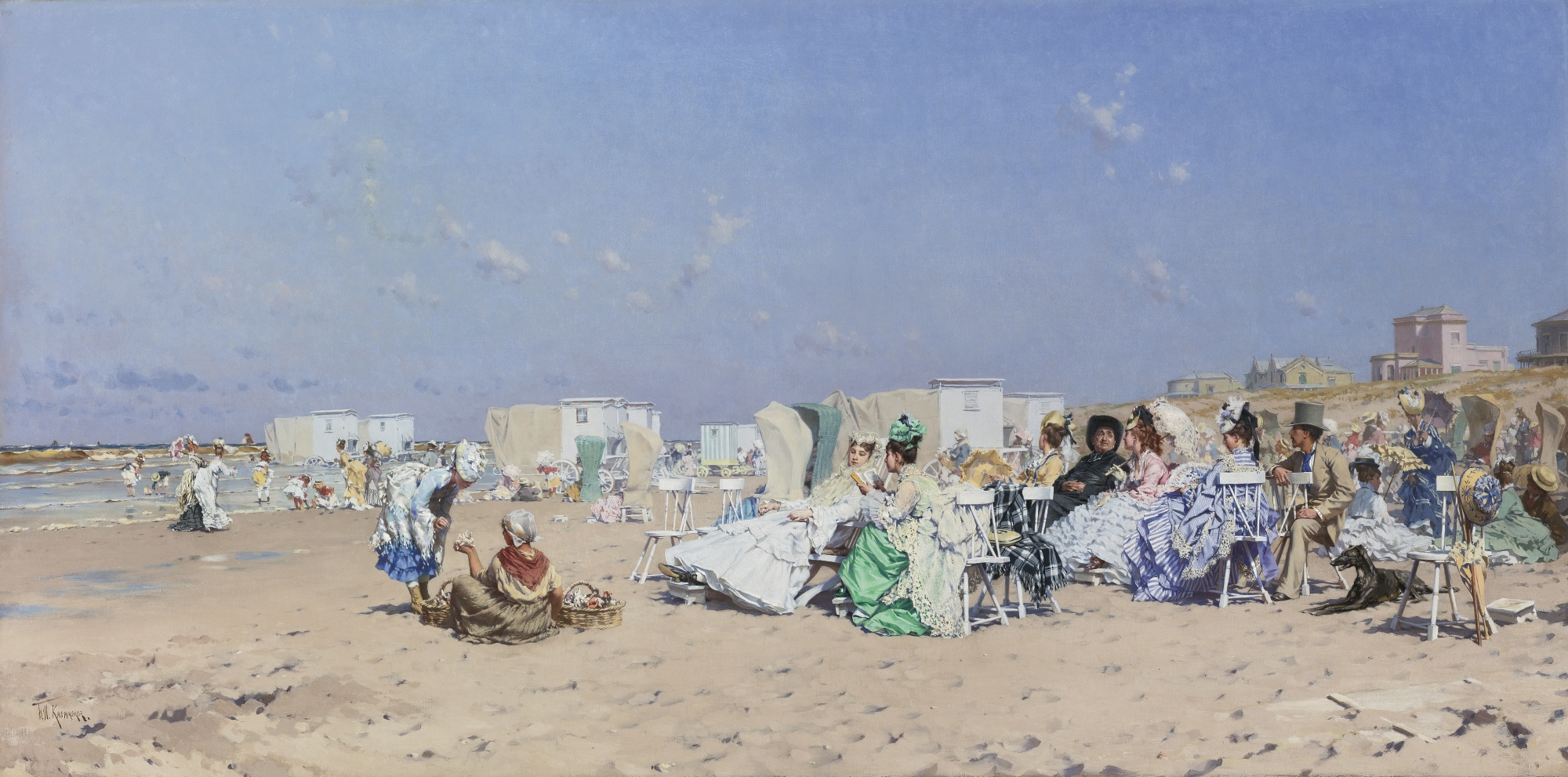
Het strand van Scheveningen

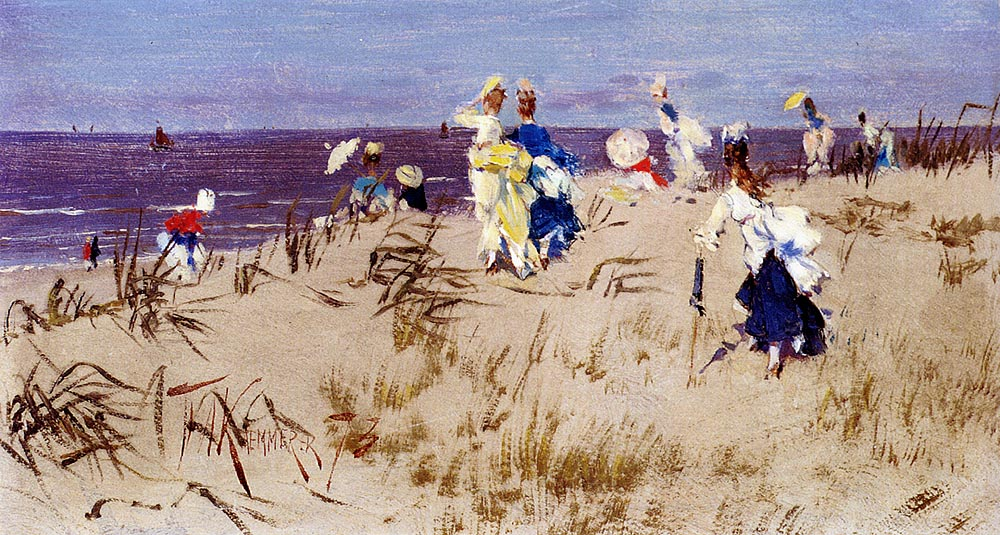
Elegante dames op het Scheveningse strand

Kaemmerer groeide op in Den Haag. Hij studeerde aan de Koninklijke Academie van Beeldende Kunsten en was een leerling van Salomon Leonardus Verveer, die hem schoolde in de romantische traditie. Zijn vroege werk bestaat voornamelijk uit landschappen in de stijl van de vroege Haagse School. Regelmatig bezocht hij daarvoor het Gelderse Oosterbeek. In 1861 had hij zijn eerste expositie in Rotterdam.
In 1865 verruilde Kaemmerer Den Haag voor Parijs, aangetrokken door de artistieke vernieuwingen die daar plaatsvonden. Toch richtte hij zich in eerste instantie niet op het toen in zwang zijnde schilderen 'en plein air', maar koos hij voor een klassieke opleiding aan de Académie des Beaux-Arts. Hij studeerde onder Jean-Léon Gérôme en schakelde over op een academische stijl, maar nog altijd met wortels in de romantiek. Hij specialiseerde zich een tijd lang in anekdotische genrestukken in een Franse, achttiende-eeuwse setting. Succes oogstte hij met het schilderen van elegante dames in frivole zijden jurken met strikken en linten, in gezelschap van hoffelijke mannen met een dwarse steek op het hoofd. In 1870 exposeerde hij voor het eerst in de Parijse salon en in 1874 won hij er een medaille.
Kaemmerer had een studio in Parijs, maar zou zijn leven lang regelmatig op en neer blijven reizen naar Den Haag. In het voorjaar van 1871 reisde hij voor het eerst sinds zijn vertrek naar Frankrijk met zijn vriend Adolph Artz terug naar Nederland. Ze namen hun intrek in Hotel Zeerust in Scheveningen en in 1873 in logement De Zwaan te Katwijk. Het verblijf zou zijn overschakeling naar de stijl van het impressionisme markeren. Hij schilderde op het strand en wat hij uit het venster zag, in een vrije toets, met veel aandacht voor het licht en voor de figuren. De gedetailleerde uitwerking van stoffen en motieven, dure jurken en frivole dametjes was opeens uit zijn werk verdwenen, ingeruild voor een vluchtige impressies van het rulle zand, de wisselvallige Hollandse wolkenlucht en de frisse kustwind die speelt met de elegante kledij en haarstrikken doet opwaaien.
Kaemmerer had met zijn impressionistische werken succes bij zowel het publiek als bij critici. Ook maakte hij naam als portretschilder, met name in Parijs. Hij was productief, verkocht goed en had succesvolle exposities, in Parijs maar ook in Nederland, onder andere in 1893 te Arnhem. In 1889 won hij een zilveren medaille op de Wereldtentoonstelling te Parijs. In 1902 werd hij opgenomen in het prestigieuze Legioen van Eer.
Daarnaast zat Kaemmerer, vanaf de oprichting van het nieuwe tijdschrift in 1891 tot aan 1898, in de redactie van het Elsevier’s Geïllustreerd Maandschrift. Ook was hij medewerker / illustrator van het ook door Elsevier uitgegeven Neerland's Pen en Stift, een verzameling van "Nederlandsche letterkundige werken geïllustreerd door Nederlandsche kunstenaars", zoals de ondertitel aangaf. In 1891, in het eerste deel, verscheen daarin het door Kaemmerer geïllustreerde verhaal Eene illuzie van Louis Couperus, alsmede een beschouwend artikel van Obreen over Kaemmerer.
Kaemmerer overleed in 1902 te Parijs, 62 jaar oud. Werk van Kaemmerer is onder andere in het bezit van het Stedelijk Museum te Amsterdam en het Kröller-Müller Museum te Otterlo. Ook in diverse buitenlandse musea is zijn werk te zien, waaronder het Musée des Beaux Arts te Mulhouse, het Glaspalast te München en het Clark Art Institute te Williamstown, Massachusetts.

## Galerij

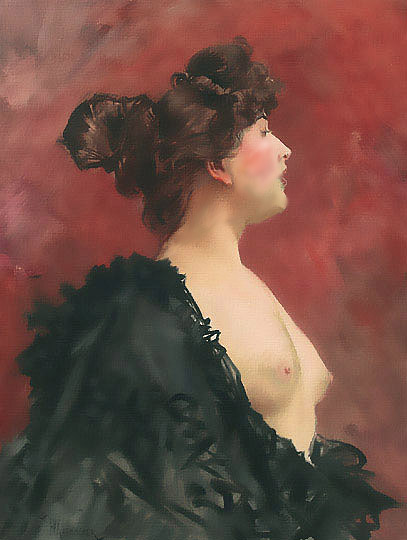
Vrouw met ontblote boezem
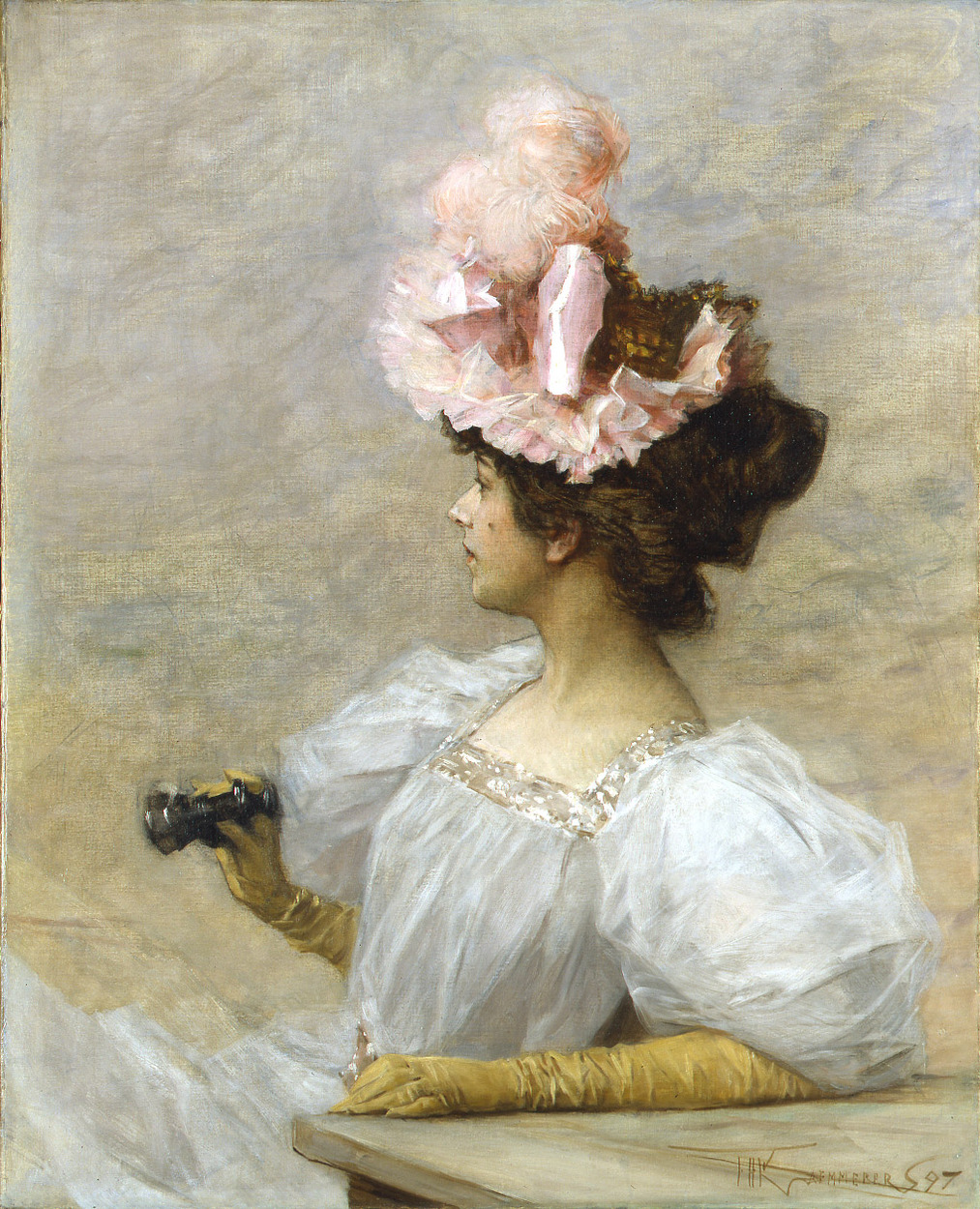
Vrouw met operakijker
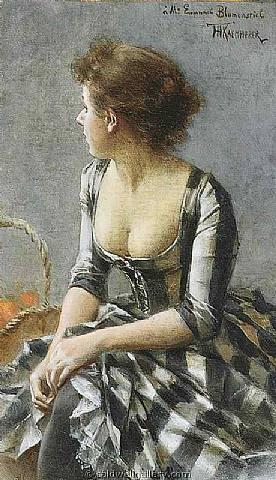
Portret van een vrouw
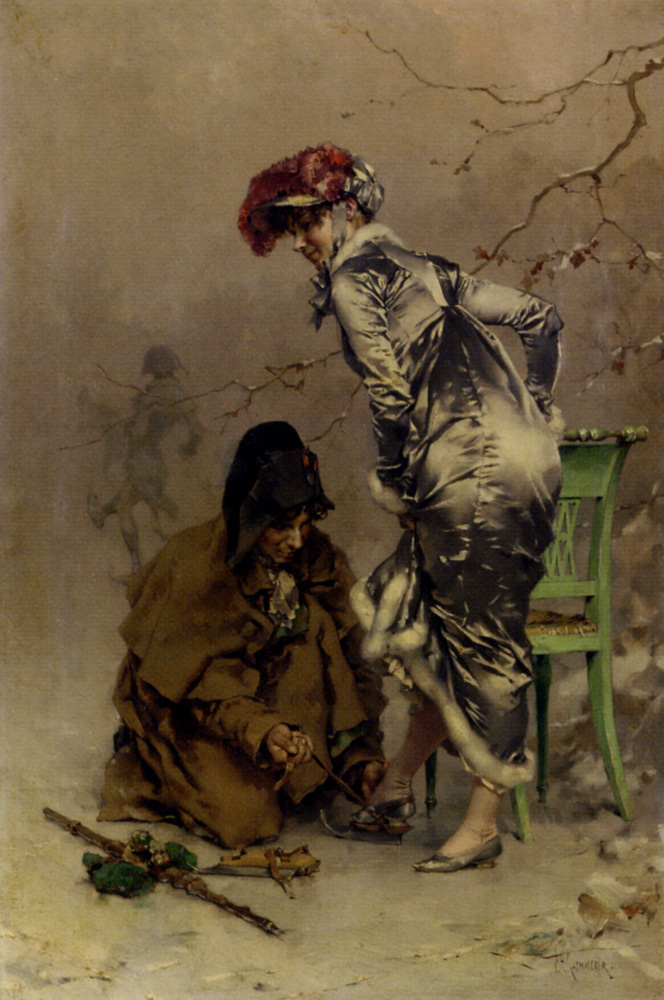
Een wintertafereel
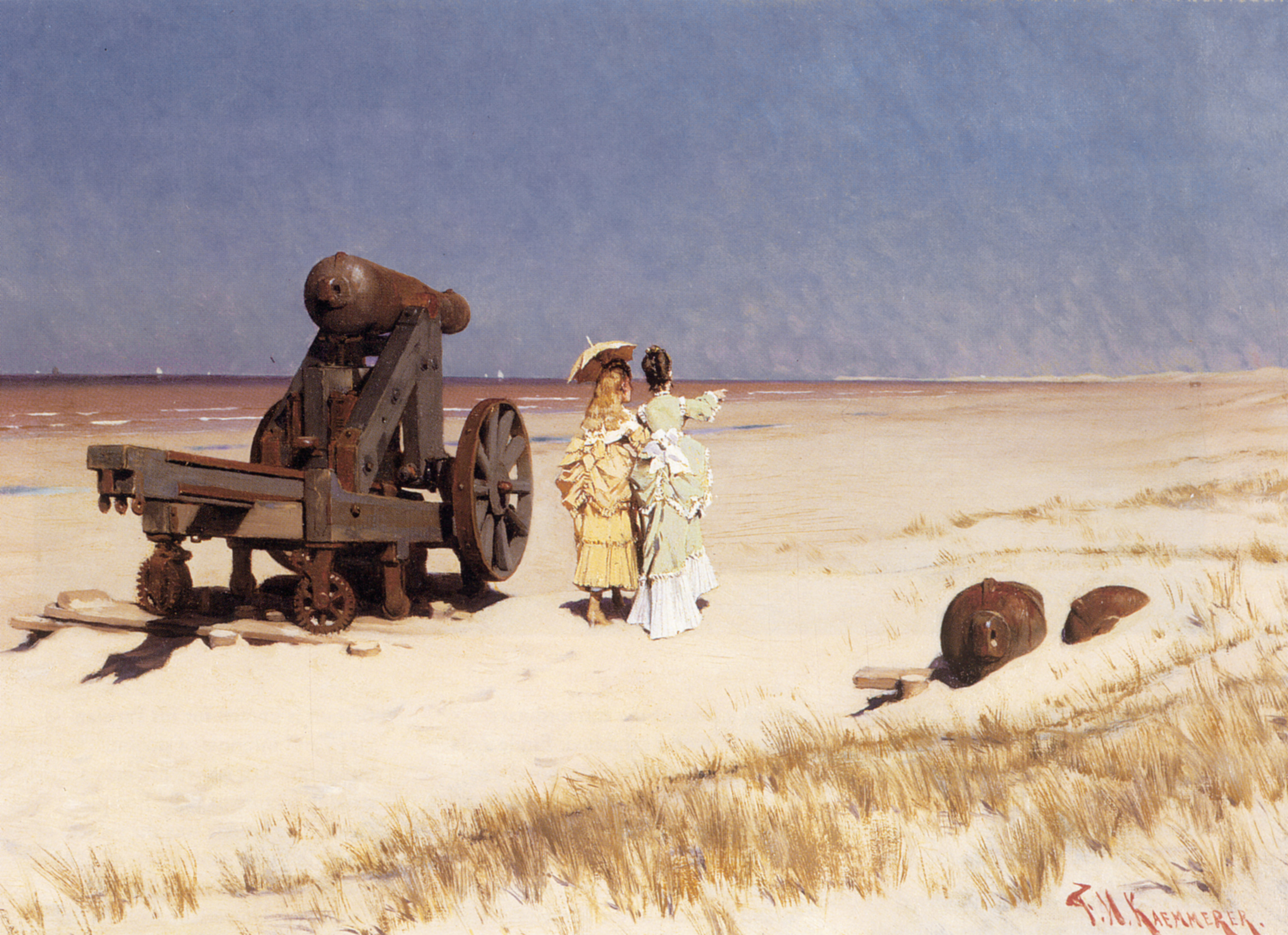
Op het strand
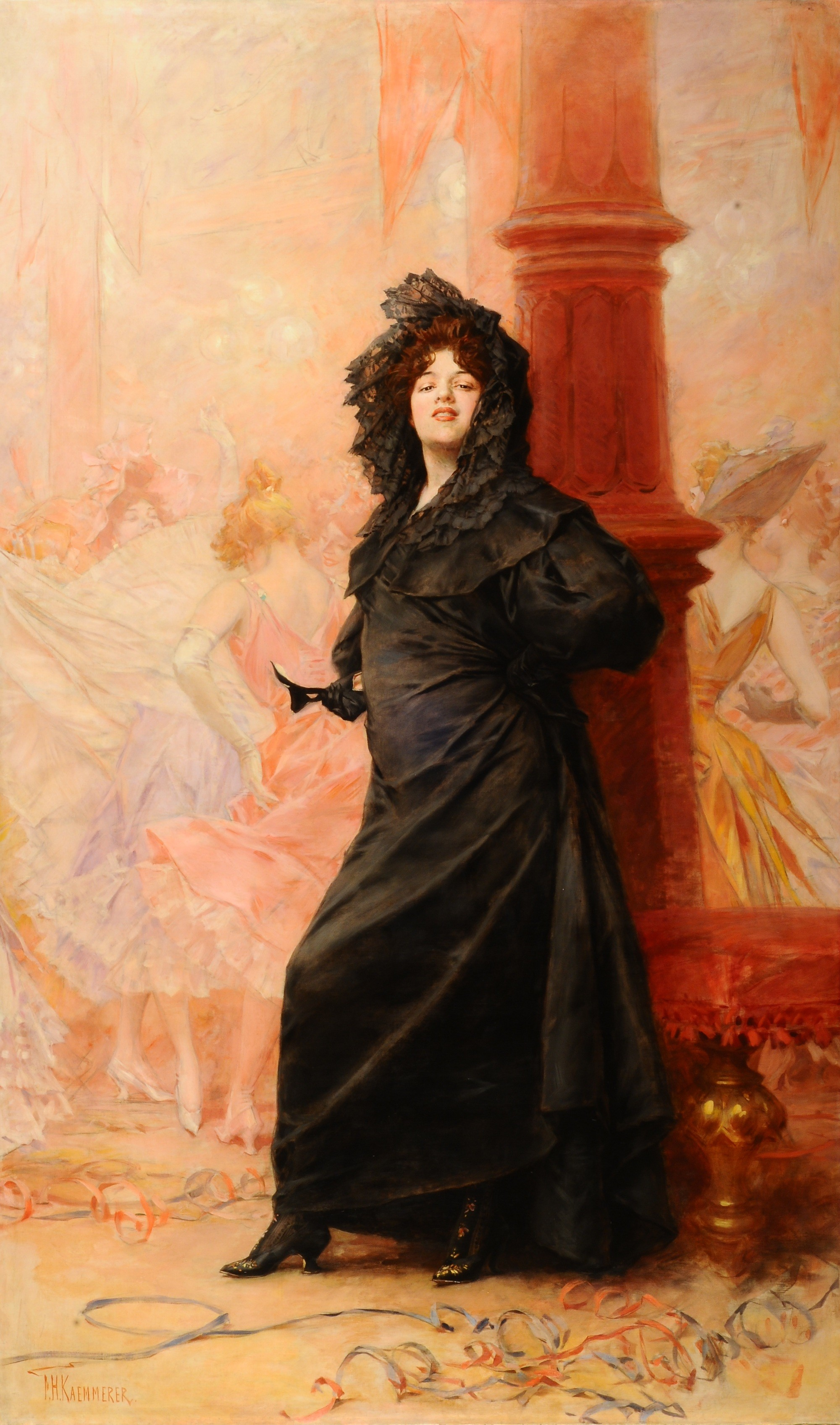
Bal masqué